# Rodger Ward

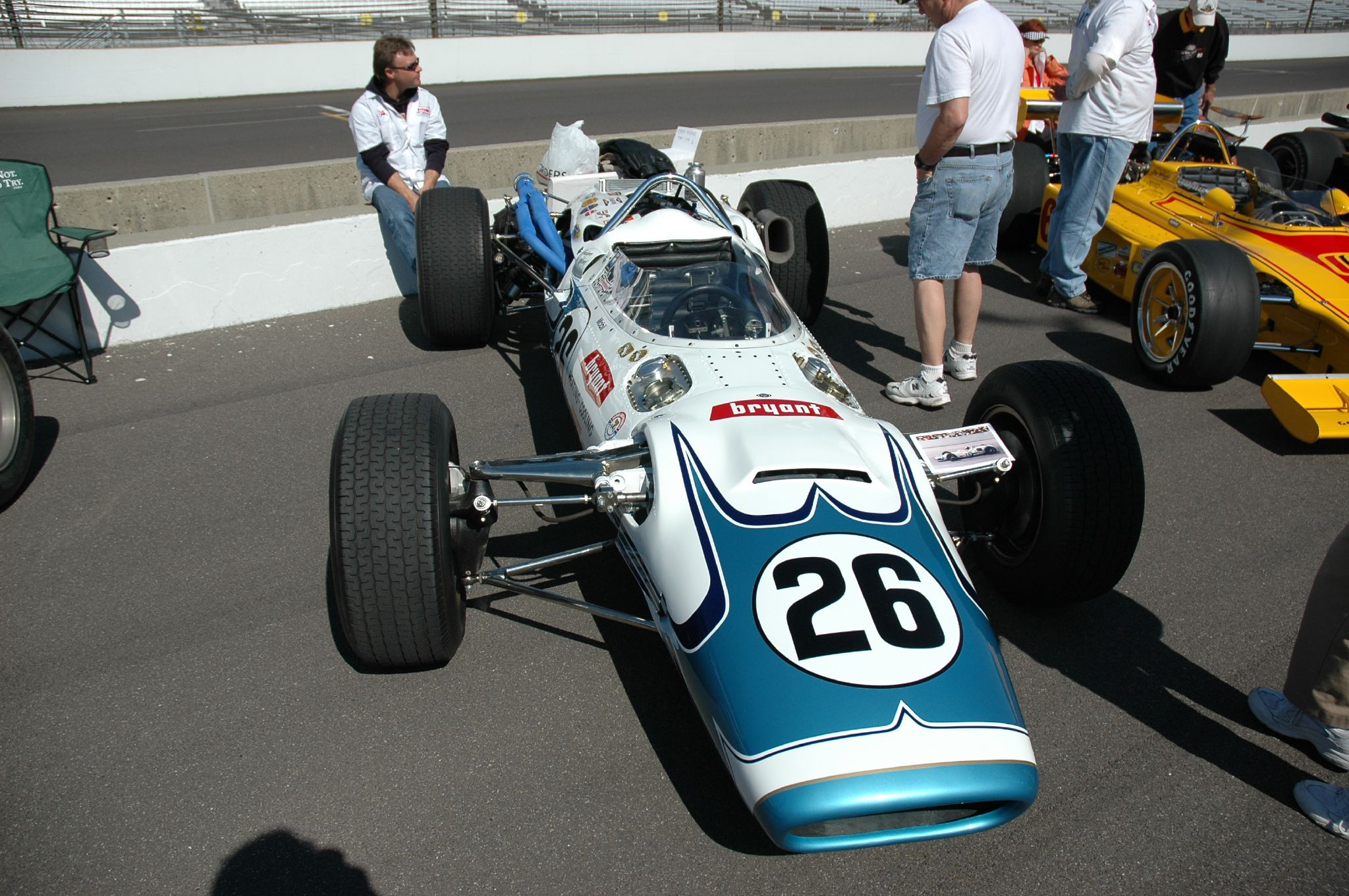
Wards Lola-Offy uit 1966

Rodger Ward (Beloit (Kansas), 10 januari 1921 - Anaheim (Californië), 5 juli 2004) was een Amerikaans autocoureur. Hij won de Indianapolis 500 in 1959 en 1962.

## Carrière
Ward nam vanaf 1950 deel aan het AAA Championship Car kampioenschap. In 1953 won hij de races in Springfield en Detroit. Vanaf 1956 werd het Amerikaanse formuleracing kampioenschap georganiseerd door de United States Automobile Club, waar hij de kampioenschappen won in 1959 en 1962. Hij werd vice-kampioen in 1960, 1963 en 1964.
Ward won in zijn carrière in de hoogste klasse van het Amerikaanse formuleracen 26 races, waaronder twee keer de Indianapolis 500. Tussen 1959 en 1964 was hij erg succesvol in deze legendarische race. Hij won de race in 1959 en 1962, in 1960 en 1964 werd hij tweede, in 1961 derde en in 1963 vierde. Omdat de Indy 500 tussen 1950 en 1960 meetelde voor het wereldkampioenschap Formule 1 werd Ward door zijn resultaten van 1959 en 1960 respectievelijk als achtste en zesde geklasseerd in de Formule 1 kampioenschappen van die jaren. Hij reed in totaal 12 Grands Prix, 10 maal de Indianapolis 500 en 2 maal de Grand Prix Formule 1 van de Verenigde Staten. In 1992 werd hij opgenomen in de International Motorsports Hall of Fame. Hij overleed in 2004.

## Resultaten
United States Automobile Club resultaten (aantal gereden races, aantal maal in de top 5 van een race, eindpositie kampioenschap en punten)
| Jaar | Races | 1ste | 2de | 3de | 4de | 5de | Rang | Ptn  |
| ---- | ----- | ---- | --- | --- | --- | --- | ---- | ---- |
| 1956 | 9     | -    | -   | 2   | -   | -   | 8    | 862  |
| 1957 | 12    | 3    | -   | 1   | -   | -   | 11   | 740  |
| 1958 | 12    | 2    | -   | 1   | 2   | 1   | 5    | 1160 |
| 1959 | 12    | 4    | 2   | 2   | -   | -   | 1    | 2400 |
| 1960 | 10    | 2    | 2   | -   | -   | -   | 2    | 1390 |
| 1961 | 11    | 3    | 1   | 2   | -   | -   | 3    | 1680 |
| 1962 | 9     | 4    | -   | 1   | 1   | 2   | 1    | 2460 |
| 1963 | 11    | 5    | 1   | 1   | 2   | -   | 2    | 2210 |
| 1964 | 12    | -    | 4   | -   | 2   | 1   | 2    | 2128 |
| 1965 | 8     | -    | -   | -   | -   | -   | 49   | 30   |
| 1966 | 3     | 1    | 1   | -   | -   | -   | 17   | 540  |